# 八戶線
八戶線（日语：／ Hachinohe sen */?）是一條連結青森縣八戶市的八戶站至岩手縣久慈市的久慈站，屬於東日本旅客鐵道（JR東日本）的鐵道路線（地方交通線）。八戶線在久慈站可以接續三陸鐵道谷灣線，多數路段沿三陸海岸行駛風景極佳。
八戶站－鮫站間設有「海貓鐵道八戶市內線」（うみねこレール八戸市内線）的愛稱。

## 路線資料
- 管轄（事業類別）、路段（營業距離）
  - 東日本旅客鐵道（第一種鐵道事業者）
    - 八戶站－久慈站 64.9公里[1]

  - 日本貨物鐵道（第二種鐵道事業者）
    - 八戶站－本八戶站（5.5公里）
- 軌距：1067毫米
- 站數：25個（包括起終點站）[1]
  - 包括起終點站，所有屬於八戶線的車站。不過，起點的八戶站在2010年12月3日以前屬於東北本線[2]，該線翌日起移管青森鐵道，作為JR車站改為屬於八戶線。
- 複線路段：沒有（全線單線）
- 電氣化路段：沒有（全線非電氣化（日语：非電化））
- 閉塞方式：
  - 八戶站－八戶貨物站間 單線自動閉塞式
  - 八戶貨物站－本八戶站間 自動閉塞式（特殊）
  - 本八戶站－久慈站間 特殊自動閉塞式（軌道回路檢知式）
- 最高速度：85公里/小時
- 運轉指令所（日语：運転指令所）：盛岡綜合指令室（八戶貨物站－久慈站間 CTC）

全線由JR東日本盛岡支社管轄。在來線的八戶站由青森鐵道管轄，但由於是共同使用站，被視為盛岡支社管內的JR車站（東北新幹線的八戶站由盛岡支社直轄，作為管理站管理一部分八戶線內的車站）。

## 歷史
日本鐵道於1891年開通日後的東北本線，然而東北本線將車站設置在離沿海的八戶市中心較遠的尻内，因此1893年日本內閣決議鋪設之線聯絡，日本鐵道在1894年1月4日完成尻内 (現八戶站)到八之戶 (現本八戶站)的支線鋪設，同年10月延伸至八戶港旁的湊站，並維持此狀態至1906年。
1906年鐵道國有法公布，1907年11月1日日本鐵道收歸國有，1909年依據國有鐵道名稱命名為八之戶線，1924年改稱八戶線，並在同年延伸至種市，隔年延伸至陸中八木，1930年延伸至久慈，至此八戶線全線開通。對於八戶 - 久慈間的路線選定，當時陸軍認為若沿海岸線鋪設，一旦發生戰事鐵路線可能被破壞，因此主張鐵路改經內陸的岩手縣大野付近，而不是沿海岸線鋪設，而且大野還是鋼鐵的原材料產地，但最後鐵路依然選擇通過海岸線的方案進行鋪設。
1968年鮫 - 久慈之間被列入赤字83線進行存廢討論，1975年久慈線久慈 – 普代間開通，該線實質上作為八戶線的延長線，但是久慈線也被指定為特定地方交通線，於1984年第三部門化，移交三陸鐵道運營。1985年本八戶 - 湊之間的貨物支線廢線。
八戶線的陸中八木站有JR線中最後的腕木式信號機，直到2005年6月28日才更換為號誌燈式。另外八戶線一直使用電氣路牌閉塞的方式運轉，直到2005年10月特殊自動閉塞化工事完成，同年12月開始使用調度集中系統。
隨著東北新幹線八戶 - 新青森間將在2010年末正式營業，原東北本線八戶 - 青森間的將移交由青森鐵道管理，因此八戶線和大湊線將成為「孤立路線」，未與其他JR在來線相連。（不過八戶線在八戶站可與東北新幹線轉乘，和大湊線完全孤立的情形有些微差異）。2007年11月，JR東日本正式提出營運方針，表示新幹線開通後會繼續營運八戶線，為了應對八戶線未與其他JR在來線相連的情況，因此使用日本鐵路周遊券等通票時可以在八戶轉乘青森鐵道線不須另外購票，但不能在青森、野邊地、八戶以外的車站下車。
2011年3月11日發生東日本大地震導致宿戶 – 陸中中野因海嘯被淹沒，導致八戶線全線不通，復舊工程隨即分階段展，2012年3月17日全線恢復運行，為JR東日本的受地震、海嘯影響停運的7條路線中，第1條全線恢復開通的路線，修復工程進行時，在預計會發生海嘯和洪水的車站的車站大樓內設置了疏散路線。

### 年表
- 1893年（明治26年）3月21日 內閣會議中決定鋪設尻內（現在八戶） - 湊間的支線
- 1894年（明治27年）
  - 1月4日 日本鐵道尻內（現在八戶） - 八之戶（現在本八戶）開始營業。新設立八之戶車站
  - 10月1日 延伸段八之戶 - 湊開始營業。新設立湊車站
- 1906年（明治39年）11月1日 因實施鐵道國有法收購日本鐵道、路線國有化，成為官設鐵道
- 1907年（明治40年）11月1日 八之戶車站改稱為八戶車站（初代）
- 1909年（明治42年）10月12日 決定路線名稱為八之戶線
- 1924年（大正13年）11月10日 延伸段八戶 - 種市開始營業。新設立鮫・種差、階上、種市各車站。改稱為八戶線（尻內 - 種市、八戶 - 湊）
- 1925年（大正14年）11月1日 延伸段種市 - 陸中八木開始營業。新設立陸中八木車站
- 1926年（大正15年）7月11日 新設立陸奥湊車站
- 1930年（昭和5年）3月27日 延伸段陸中八木 - 久慈開始營業，八戶線全通。新設立陸中中野、侍濱、陸中夏井、久慈各車站
- 1934年（昭和9年）6月1日 新設立長苗代、小中野、白銀各車站
- 1944年（昭和19年）4月1日 停止八戶 - 湊的旅客業務
- 1954年（昭和29年）8月5日 新設立角之濱、玉川、宿戶各車站
- 1956年（昭和31年）
  - 11月19日? 新設立大久喜、金濱、大蛇各臨時車站
  - 12月10日 大久喜、金濱、大蛇升級為車站
- 1959年（昭和34年）2月5日 新設立平內站
- 1961年（昭和36年）
  - 4月15日 新設立陸奥白濱車站
  - 12月25日 新設立有家車站
- 1961年（昭和36年）12月 - 接受久慈市、野田村、種市町、普代村830萬元的鐵道債券，開始行駛久慈 - 盛岡間的直通列車（準急）
- 1966年（昭和41年）3月25日 青森縣營専用線（後來的八戶臨海鐵道）與八戶線分歧點新設立北八戶號誌站
- 1970年（昭和45年）10月1日? 青森縣營専用線延長至八戶貨運車站，廢止北八戶號誌站
- 1971年（昭和46年）
  - 2月1日 改稱八戶車站為本八戶車站
  - 4月1日 改稱尻內車站為八戶車站（2代）
- 1972年（昭和47年）10月28日 - 行駛「SL再見列車」（使用車頭為C58239）
- 1975年（昭和50年）7月20日 久慈線久慈 - 普代開始營業
- 1977年（昭和52年）7月 長苗代 - 陸奥湊間高架化
- 1982年（昭和57年）11月15日 廢止鮫 - 久慈貨運業務
- 1984年（昭和59年）
  - 2月1日 廢止陸奥湊 - 鮫貨運業務
  - 4月1日 廢止久慈線，移交給三陸鐵道
- 1985年（昭和60年）3月14日 廢止本八戶 - 湊
- 1986年（昭和61年）
  - 8月1日 新設立PayPia白濱臨時車站
  - 11月1日 廢止本八戶 - 陸奥湊貨運業務
- 1987年（昭和62年）4月1日 國鐵分割民營化後由JR東日本（第1種・八戶 - 久慈）、日本貨物鐵道（第2種・八戶 - 本八戶）管理
- 1993年（平成5年）12月1日 改訂時刻表，全列車由柴油車行駛
- 2002年（平成14年）12月1日 改稱種差車站為種差海岸車站
- 2003年（平成15年）4月1日 行駛「SL海貓號」
- 2004年（平成16年）10月16日 停止種市車站、侍濱站列車交會的業務，撤收其交會設備，侍濱車站降為無人車站
- 2005年（平成17年）
  - 7月6日 階上 - 久慈間改為特殊自動閉塞
  - 10月 本八戶 - 階上間改為特殊自動閉塞
- 2005年（平成17年）12月10日 改為中央控制行車（CTC），小中野、白銀、階上、陸中八木等車站降為無人車站
- 2011年
  - 3月11日 - 因東日本大地震全線停駛
  - 3月18日 - 八戶站至鮫車站復駛
  - 3月24日 - 鮫車站至階上站復駛
  - 3月30日 - 階上站至久慈站修復期間的代行巴士開始行駛
  - 4月7日 - 因餘震全線再度停駛
  - 4月10日 - 八戶站至階上站復駛、階上站至久慈站的代行巴士恢復行駛
  - 8月8日 - 階上站至種市站復駛
- 2012年3月12日 - 種市站至久慈站修復完成，並於3月17日全線復駛[3]
- 2017年12月2日 - KiHa E130系柴油動車組開始運用[5]
- 2018年
  - 3月17日 - 普通列車全部變更為KiHa E130系運轉，KiHa 40系僅剩海貓號仍在使用。
  - 10月20日 - 部分列車開始實施單人運轉
- 2019年
  - 10月13日 - 因颱風哈吉貝影響，路基流失導致階上 - 久慈間停運。[6]10月16日階上 - 久慈間開行替代巴士
  - 12月1日 - 階上 - 久慈間恢復運行[7]

## 運轉情形

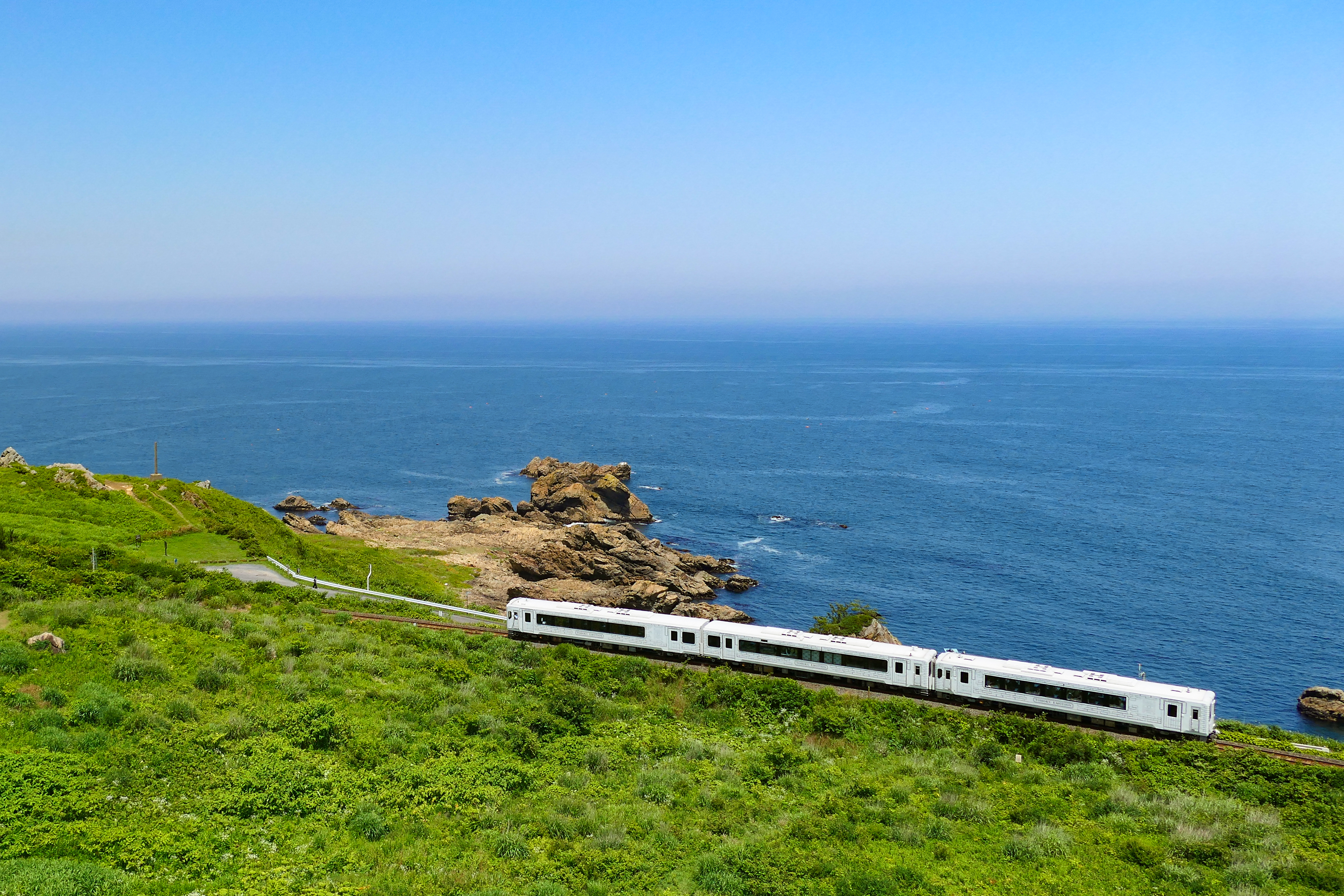
TOHOKU EMOTION

### 目前運轉情形
八戶線只有行駛普通列車，其中八戶車站至久慈車站間全線運轉有9個往復班次，八戶車站至鮫車站間區間運轉有10個往復班次（八戶 - 鮫間發車間隔約1小時，鮫 - 久慈間發車間隔最長為3小時7分），所有列車皆為2輛編組。2013年10月19日，JR東日本開始在八戶線營運餐廳列車「TOHOKU EMOTION（東北悸動）」。這是JR東日本的第一列餐廳列車，目的是為了支援東日本大地震後的地震災區振興，從八戶車站至久慈車站，運行時間約為1小時40分鐘。

### 過去運轉情形

#### 優等列車
八戶線最初的優等列車為1959年開行的準急「八甲田」，八甲田的運行區間為盛岡 - 大鰐，但部分列車會從鮫出發，之後改為從盛岡和鮫分別始發終到，並在尻内併結、分離，但在八戶線的排圖同普通列車。1960年秋田 - 鮫的準急「白鳥」開行，1961年「白鳥」改名「岩木」，同年「八甲田」改名為「下北」運行於盛岡 / 鮫 - 大鰐。1962年「下北」拆分，八戶線部分獨立為「海貓」，運行區間為盛岡 - 久慈。1965年「岩木」運行區間變更為五能線鰺澤 - 鮫。
1966年3月「海貓」升格為急行，然而同年10月「海貓」停止運營，由上野 - 久慈的急行「三陸」取代，運行時間達12.5小時。1968年「三陸」與青森 - 上野急行「八甲田」合併，兩車在尻内併結、分離，同年還增設急行「夏泊」運行區間為青森 - 鮫，以及「岩木」變更運行區間為深浦 - 鮫，列車名也變更為「深浦」。
1970年「海貓」恢復，但是1972年再次廢止，以「深浦」延長至陸中八木取代，但在八戶線內排圖同普通列車。1978年「夏泊」降格為快速列車，八戶線優等列車實質上廢除，僅剩下快速列車；1982年「深浦」降格為快速列車，並退出八戶線區間，八戶線優等列車在名義上也完全廢除。0最後在2000年快速列車「琥珀」降格為普通列車，此後八戶線圖定列車僅剩普通列車。

#### 普通列車

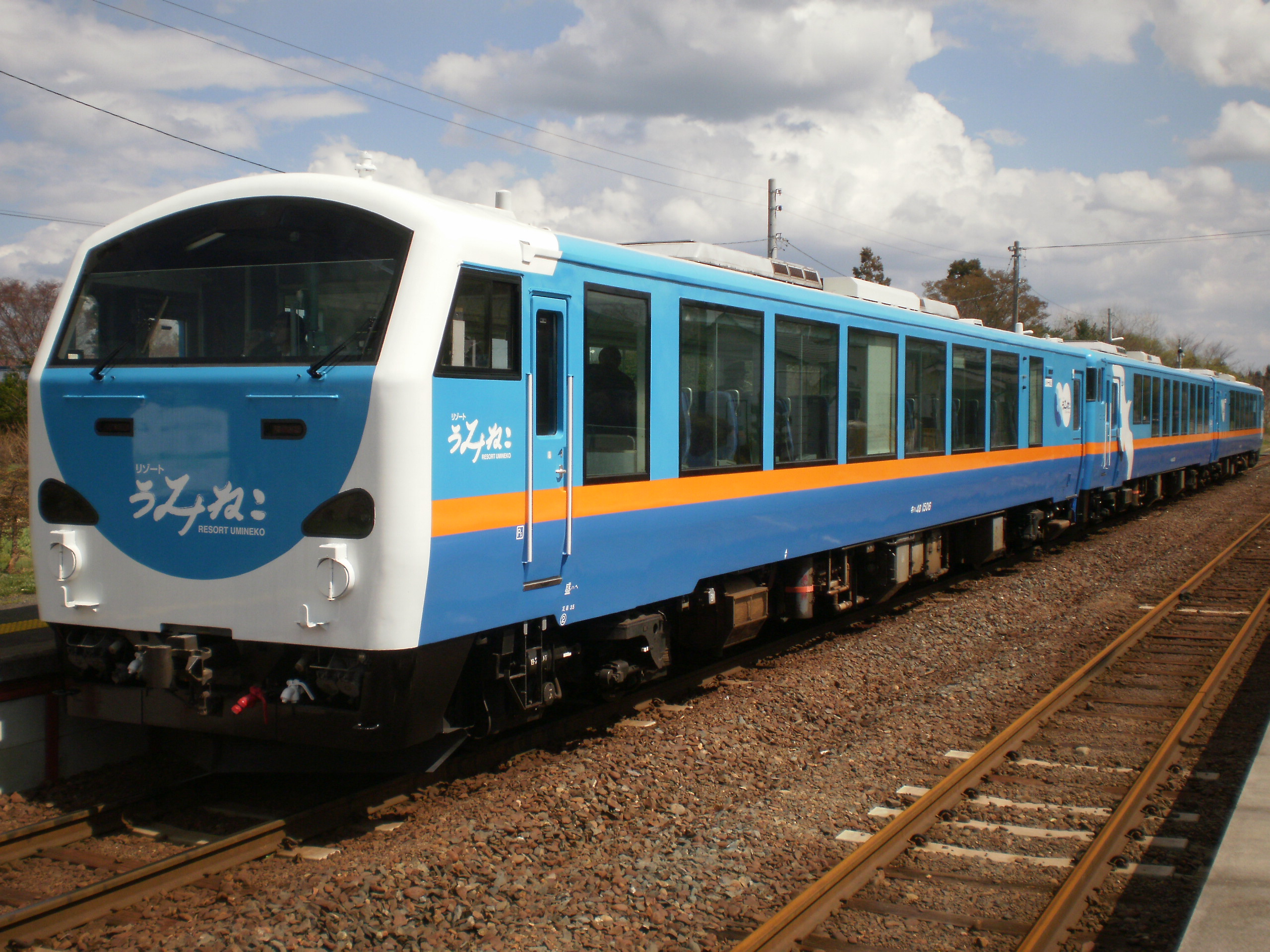
度假海貓號

直到1990年代前期，尚有多班列車是由東北本線（如二戶、三戶、三澤、野邊地、青森）發車直通八戶線，然而在1996年東北本線盛岡以北地區導入新型的701系電力動車組後，無法行駛電氣化車輛的八戶線與東北本線的直通車次減少至僅剩下行列車（往久慈方面）每天有兩個班次由三戶車站發車前往鮫站。然而2018年3月時刻表更改後，這兩班列車被廢除，此後八戶線不再有直通其他路線的定期列車。
於1984年久慈線轉換成三陸鐵道前，每天曾有3班列車由八戶線直通普代站，1999年以後毎年夏季臨時運行一班由仙台經由八戶線至三陸鐵道的直通列車——「谷灣·Sea Liner (リアス・シーライナー)」，直到2011年因東日本大地震後三陸鐵道鐵路線中斷而停止開行。
在八戶車站 - 久慈車站運行的列車之間每天還曾有1個往復的觀光列車--度假海貓號（リゾートうみねこ，由Kiha48型柴油動車組改造），雖然是觀光列車，但其運轉情形、停靠站與普通列車無異，直到2020年3月29日因車輛老化停運。

## 使用車輛

### 現行使用車輛
- KiHa E130系柴油動車組500番台
  - 在2017年8月完成建造，[9]經試車和乘客試坐後，在同年12月2日起開始在本線投入服務[5]。列車運用只限於本線之內，並不與青森鐵道線直通運行。
  - 總數有6列2卡列車和6列1卡列車，共18個車廂。在2018年3月前全數投入服務，取代原有的Kiha40系柴聯車。
  - KiHa E130系全數裝有冷氣，可增進夏季時的乘坐舒適度，車內廣播增加英語，以便利外國旅客。
- Kiha110系700番台
  - TOHOKU EMOTION使用列車。

### 過去使用車輛

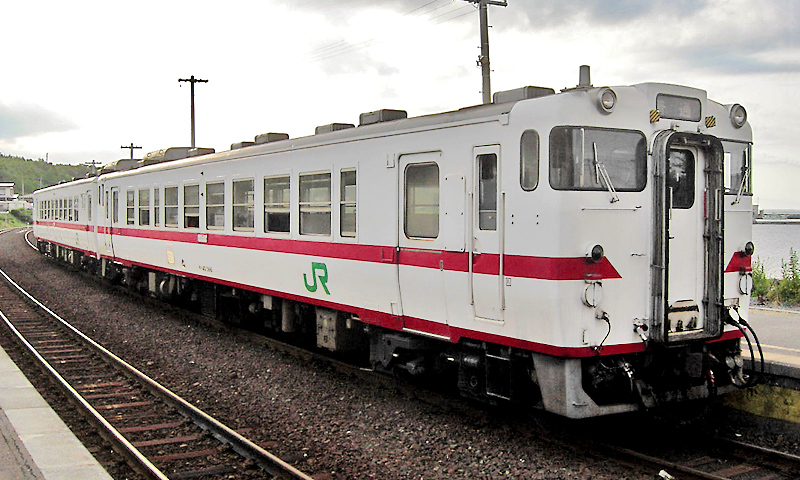
陸中八木站停車中的KiHa40系柴聯車

- Kiha10系（日语：国鉄キハ10系気動車）
- Kiha20型‧Kiha22型（日语：国鉄キハ20系気動車）
- Kiha28型‧Kiha58型（日语：国鉄キハ58系気動車）
- Kiha40型‧Kiha48型

以上全部屬於八戶運輸區
- 50系客車（日语：国鉄50系客車）

屬於盛岡客車區（現盛岡車輛中心）
- Kiha48型 - 屬於八戶運輸區（盛ハヘ）。主要以2~3輛行駛。
  - 定期運用的車輛皆未加裝冷氣。所有車輛全是接收自國鐵的原型車，只變更外觀塗色與加裝汙物處理裝置。另外，原本行駛於大湊線的車輛有加裝可以單人運轉的設備。
  - 普通列車全數於2018年3月改正時間表後脫離運用，海貓號於2020年3月29日停運。

## 車站列表
- ◇：貨物處理站（沒有定期貨物列車發着）
- 所有列車都是定期列車，除臨時站外停靠所有車站。
- 軌道（全線單線） … ◇、∨、∧：可列車交會，｜：不可列車交會

| 愛稱               | 中文站名     | 日文站名 | 英文站名 | 站間營業距離 | 累計營業距離      | 接續路線                                          | 軌道          | 所在地        | 所在地 |
| ------------------ | ------------ | -------- | -------- | ------------ | ----------------- | ------------------------------------------------- | ------------- | ------------- | ------ |
| 海貓鐵道八戶市內線 | 八戶         |          |          | -            | 0.0               | 東日本旅客鐵道： 東北新幹線 青森鐵道：■青森鐵道線 | ∨             | 青森縣        | 八戶市 |
| 海貓鐵道八戶市內線 | （八戶貨物） |          | /        | -            | 1.7               |                                                   | ◇             | 青森縣        | 八戶市 |
| 海貓鐵道八戶市內線 | 長苗代       |          |          | 3.4          | 3.4               |                                                   | ｜            | 青森縣        | 八戶市 |
| 海貓鐵道八戶市內線 | 本八戶◇      |          |          | 2.1          | 5.5               |                                                   | ◇             | 青森縣        | 八戶市 |
| 海貓鐵道八戶市內線 | 小中野       |          |          | 1.8          | 7.3               |                                                   | ｜            | 青森縣        | 八戶市 |
| 海貓鐵道八戶市內線 | 陸奧湊       |          |          | 1.7          | 9.0               |                                                   | ◇             | 青森縣        | 八戶市 |
| 海貓鐵道八戶市內線 | 白銀         |          |          | 1.3          | 10.3              |                                                   | ｜            | 青森縣        | 八戶市 |
| 海貓鐵道八戶市內線 | 鮫           |          |          | 1.5          | 11.8              |                                                   | ◇             | 青森縣        | 八戶市 |
|                    | 陸奧白濱     |          |          | 5.7          | 17.5              |                                                   | ｜            | 青森縣        | 八戶市 |
| 種差海岸           |              |          | 2.1      | 19.6         |                   | ｜                                                |               | 青森縣        | 八戶市 |
| 大久喜             |              |          | 2.2      | 21.8         |                   | ｜                                                |               | 青森縣        | 八戶市 |
| 金濱               |              |          | 2.5      | 24.3         |                   | ｜                                                |               | 青森縣        | 八戶市 |
| 大蛇               |              |          | 1.5      | 25.8         |                   | ｜                                                | 三戶郡 階上町 | 青森縣        |        |
| 階上               |              |          | 1.7      | 27.5         |                   | ◇                                                 | 三戶郡 階上町 | 青森縣        |        |
| 角之濱             |              |          | 2.0      | 29.5         |                   | ｜                                                | 岩手縣        | 九戶郡 洋野町 |        |
| 平內               |              |          | 2.6      | 32.1         |                   | ｜                                                | 岩手縣        | 九戶郡 洋野町 |        |
| 種市               |              |          | 2.1      | 34.2         |                   | ｜                                                | 岩手縣        | 九戶郡 洋野町 |        |
| 玉川               |              |          | 3.9      | 38.1         |                   | ｜                                                | 岩手縣        | 九戶郡 洋野町 |        |
| 宿戶               |              |          | 1.9      | 40.0         |                   | ｜                                                | 岩手縣        | 九戶郡 洋野町 |        |
| 陸中八木           |              |          | 3.1      | 43.1         |                   | ◇                                                 | 岩手縣        | 九戶郡 洋野町 |        |
| 有家               |              |          | 2.7      | 45.8         |                   | ｜                                                | 岩手縣        | 九戶郡 洋野町 |        |
| 陸中中野           |              |          | 2.6      | 48.4         |                   | ｜                                                | 岩手縣        | 九戶郡 洋野町 |        |
| 侍濱               |              |          | 6.0      | 54.4         |                   | ｜                                                | 岩手縣        | 久慈市        |        |
| 陸中夏井           |              |          | 7.3      | 61.7         |                   | ｜                                                | 岩手縣        | 久慈市        |        |
| 久慈               |              |          | 3.2      | 64.9         | 三陸鐵道：■谷灣線 | ∧                                                 | 岩手縣        | 久慈市        |        |

### 廢除路段
（）內是營業距離
貨物支線（1985年3月14日廢除）
本八戶站（0.0）－（貨）湊站（2.7）

### 廢站
- PlayPia白濱站：鮫站－陸奧白濱站間，2012年3月17日廢除

### 過去的接續路線
- 尻內站（現、八戶站）：南部鐵道（日语：南部鉄道） … 1968年5月17日休止，1969年4月1日廢除